# Okan Deniz
Okan Deniz (* 20. Mai 1994 in Korkut) ist ein türkischer Fußballspieler.

## Karriere

### Verein
Okan Deniz begann mit dem Vereinsfußball mit neun Jahren in der Jugend seines Heimatvereins Bursaspor. Im Sommer 2010 erhielt er von seinem Verein einen Profi-Vertrag, er wurde in den Kader der Reservemannschaft aufgenommen und bekam kurze Zeit später einen Stammplatz in der Startformation. Ab der Saison 2011/12 bekam er die Möglichkeit auch bei der Profi-Mannschaft mitzutrainieren. In einigen Profi-Spielen wurde er sogar als Reservespieler in den Mannschaftskader übernommen. So machte er am 28. Juni 2011 in einem UEFA-Europa-League-Spiel gegen FK Homel sein Profi-Debüt.
Zum Start der Rückrunde der Spielzeit 2013/14 wurde Deniz für die Dauer von eineinhalb Spielzeiten an den Zweitligaverein Balıkesirspor ausgeliehen. Bereits am Saisonende wurde sein Vertrag aufgelöst. Zur neuen Saison wurde er an den Drittligisten İnegölspor abgegeben. nach zwei Spielzeiten für İnegölspor wechselte er zum Istanbuler Drittligisten Pendikspor, kehrte aber nach zwei Jahren zu İnegölspor zurück.
Im Sommer 2018 wechselte er zum Zweitligisten Osmanlıspor FK.

### Nationalmannschaft
Okan Deniz fing früh an, für die türkischen Juniorennationalmannschaften aufzulaufen. Er durchlief über die Jahre von der die türkischen U-16 bis zur  die U-21 alle Juniorennationalmannschaften der Türkei.

## Erfolge
Balıkesirspor
- Vizemeister der TFF 1. Lig und Aufstieg in die Süper Lig: 2013/14